# クイズ$ミリオネア
『クイズ$ミリオネア』（英語: Who Wants to Be a Millionaire?）は、フジテレビ系列で2000年4月20日から2007年3月29日まで毎週木曜19時台にレギュラー放送されていたクイズバラエティ番組。レギュラー放送終了後は、特別番組として不定期で放送されていた。通称は「ミリオネア」。司会はみのもんた。2006年2月からハイビジョン化。
番組内で使われる「ファイナルアンサー!?」は流行語になり、社会現象にもなった。

## 概要
英国のITVで放送されているクイズ番組『フー・ウォンツ・トゥ・ビー・ア・ミリオネア（Who Wants to Be a Millionaire?）』の日本語版である。ミリオネア（Millionaire）とは「百万長者」「大富豪」の意。番組のロゴマークおよびタイトルは、英国版に準拠している。フジテレビで本番組が放送される以前には、『世界まる見え!テレビ特捜部』（日本テレビ）で他国版が紹介されたことがある。
日本版は2000年4月20日から2007年3月29日まで、フジテレビ系列で放送された。
司会のみのもんたは、『愛する二人別れる二人』がやらせ問題で打ち切りになって以降約5か月ぶりのフジテレビレギュラー出演。番組の冒頭では、「あなたの人生を変えるかもしれない『クイズ$ミリオネア』」と口上を述べた。
2002年6月20日、2004年5月20日はプロ野球中継で雨天中止された回の放送。

### レギュラー放送の終了
2006年夏頃から視聴率が低下し、1桁の回も出るようになった。それでも番組全体では2桁をキープしていたが、2007年1月2日放送の「頂点をきわめた者たちの死闘スペシャル」は正月特番にかかわらず、8.2%にとどまった。そして、同年3月29日放送分をもって、レギュラー放送が終了となった。
2007年4月19日からは後継番組として当時同局金曜深夜枠で放送されていた、『メントレG』が予定されていたが、『発掘!あるある大事典II』（関西テレビ）の打ち切りを受けて後継番組となり、代わって『まるまるちびまる子ちゃん』が後継番組となった。

### 特別番組
年に数回、一般出場者が出演せずに主にタレント、スポーツ選手などの著名人のみが出演するスペシャルが放送されていた。「早押し並べ替えクイズ」が行われる場合もあったが、それを行わずいきなりみのと対戦する「エキシビション・マッチ」の方式がとられていた。2006年はレギュラー放送でも「エキシビション・マッチ」が行われていた。

## 番組内容
放送開始から数回は20秒ほどのオープニング映像が存在した。なお、この映像は2002年、2004年にも数回使用された。

### 一般出場者の出演
毎回、予選を勝ち抜いた一般出場者10名が出演。「早押し並べ替えクイズ」で最も早く正解できた人がみのもんたが出題するクイズに挑戦できた。

### 芸能人の出演
放送開始から半年ほどは一般出場者のみの出演だったが、2000年8月17日放送分で初の芸能人大会2時間SPが放送された。芸能人16名が出場し、事前に行った筆記試験の上位10名が並べ替えクイズに挑戦。11位以下の人は1人の挑戦終了後、筆記試験の成績が良い順に1人補充、本選に参加できた。また、挑戦者+補欠ルーム残留者全員でセンターシートを目指す「シャッフルチャンス」が設けられたり、「延長戦」で2週完結の放映や、2部構成で早押し並べ替えクイズ全員参加の大会もあった。この放送回が20.2%の高視聴率を記録したことを受け、レギュラーマッチにも同年10月26日放送分からは一般出場者10名に加えて著名人3名が出場。補欠扱いで、予選筆成績の良い順に1人補充、本選に参加出来た。これも特番同様、ゲームの進行上と放送時間により成績不振者は試合終了のサイレンが鳴って置き去りになった。2位と3位が置き去りになることもあった。当初は残留者にも予選筆記試験成績が表示されていた。ただし、その回にセンターシートに進出できなくても、SP、EXなどでリベンジを果たしたゲスト挑戦者も多数いた。

### 番組の変遷
2006年2月よりハイビジョン放送を開始。同年3月16日の放送より、以下のグラフィックが多少変更された。
- 出題テロップの枠線、正解時の点滅パターン
- 正解時の賞金表示テロップのデザイン変更
- マネーツリーのデザイン変更

### 一般参加の終了
番組中期には、一般出場者10人と著名人3人が参加する本編の時間が短縮され、著名人が早押し並べ替えクイズ無しでいきなりセンターシートで挑戦出来る「エキシビション・マッチ」に時間が割かれるようになり、その後2006年7月27日放送分をもって一般出場者の参加が終了した。

### 早押し並べ替えクイズの復活
2006年10月19日放送分より「早押し並べ替えクイズ」が復活し、11人の芸能人が挑戦する形式になった。ボタンと解答表示が大型化した。筆記試験の成績の上位順にスタジオでクイズに挑戦出来るのは今までと同じだが、2位通過者からハンディキャップとして、早押し並べ替えクイズにおいて、実際に解答したタイムから0.5秒ずつ加算された。
さらに筆記試験最下位（11位）は、+5.0秒のハンディを背負うだけでなく、第2ピリオドからの参加になった。放送は前編・後編の2週完結で、2007年3月8日放送分まで続いた。

### レギュラー終了後の特番
| 放送日 時間                      | タイトル                                                                   | 視聴率 | 備考 |
| -------------------------------- | -------------------------------------------------------------------------- | ------ | --- |
| 2007年5月3日 木曜19:00 - 20:54   | クイズ$ミリオネア 日本一の親子頂上決戦SP                                   | 11.0%  | まるまるGWクイズ検定枠内で放送。 |
| 2007年7月5日 木曜19:00 - 20:54   | クイズ$ミリオネア 調子に乗りまくっている芸能人大集合SP                     | 13.1%  | |
| 2007年8月30日 木曜19:00 - 20:54  | クイズ$ミリオネア さよなら夏休み!人気者がお台場に大集合SP                  | 13.1%  | 3年ぶりに「子供大会」ルールが実施された。 |
| 2007年9月23日 日曜19:00 - 20:54  | クイズ$ミリオネア この秋最強の切れ者が大集合SP                             | 11.5%  | |
| 2007年12月23日 日曜19:00 - 20:54 | 10問で賞金2000万円! スーパー$ミリオネア今夜発進SP                          | 9.2%   | |
| 2008年3月27日 木曜19:00 - 20:54  | スーパー$ミリオネア2008年春!みのもんた絶体絶命SP                           | 11.7%  | |
| 2008年9月18日 木曜19:00 - 20:54  | クイズ$ミリオネア みのVS世界のたけし!空前絶後の直接対決SP                  | 13.3%  | 約半年振りの特番。 以前のレギュラールールに戻した。 |
| 2008年12月9日 火曜19:00 - 20:54  | カスペ!・クイズ$ミリオネア 旬な男たちが大集合SP                            | 10.1%  | 緊急生放送。つるの剛士、石井慧、春風亭小朝、八代英輝の4人の挑戦を生放送で実施。八代のQ13の問題を読み上げている途中で時間になり、中途半端な形で番組が終了した。八代の続きは2009年1月30日の「金曜プレステージ」枠で放送された。 |
| 2009年1月30日 金曜19:00 - 21:49  | 金曜プレステージ・クイズ$ミリオネア最強頭脳が再集結!生であの人も参戦SP     | 14.7%  | 19時台はローカル枠で別番組を放送したため、東海テレビ・関西テレビ・岡山放送は19:57に飛び乗り。19:00 - 20:15はVTR、20:15からは生放送となった。この時も太田光のQ14で正解した時点で番組が終了。この続きは2009年4月1日に放送された。 |
| 2009年4月1日 水曜22:00 - 23:18   | クイズ$ミリオネア みのもんたvs爆笑問題最終決戦SP                           | 11.6%  | |
| 2009年9月15日 火曜19:00 - 20:54  | カスペ!・クイズ$ミリオネアクイズも政権交代!?新ルールにエリート集団が挑戦SP | 13.0%  | 新ルールが導入された。みのが問題を読み終えてから1問目 - 9問目までは30秒、10問目 - 12問目までは1分、13問目 - 15問目までは3分以内に答えなければいけない。答えなかった場合は失格となる。ただし、ライフライン使用時はロスタイムとして時計が止まる。北海道文化放送は、北海道日本ハムファイターズ対東北楽天ゴールデンイーグルスの野球中継のため、9月19日に放送。                |
| 2010年3月9日 火曜19:00 - 20:54   | カスペ!・クイズ$ミリオネア新世代からの挑戦SP                               | 15.3%  | 前回と同じく時間制限のルールが適用されたが、1問目 - 10問目は15秒、11問目と12問目は1分、13問目と14問目は2分、15問目は3分に変更された。このルールが導入されて初めての1000万円挑戦者が出現した。（後述）また、レギュラー放送終了後の特番での最高視聴率となった（関東地区）。関西地区の視聴率は17.0%だった。                                                                  |
| 2010年12月7日 火曜19:00 - 20:54  | カスペ!・クイズ$ミリオネア清原が人生初のクイズで番長の目にも涙?!SP         | 13.0%  | 約9ヶ月ぶりの特番。1問目 - 5問目は15秒、6問目 - 10問目は30秒、11問目と12問目は1分、13問目と14問目は2分、15問目は3分に変更された。 |
| 2011年3月31日 木曜19:00 - 20:54  | クイズ$ミリオネア（春のSP）                                                | 9.8%   | 約3ヶ月ぶりの特番。一時的に行った時間制限ルールはこの回から廃止された。今回は収録後の3月11日に東日本大震災が発生した為、「東日本大震災チャリティーマッチ」という名目で賞金総額600万円は全額寄付に回された。視聴率は2007年12月23日放送分以来の1桁台となってしまった。 |
| 2013年1月2日 水曜18:30 - 21:30   | クイズ$ミリオネア 初春クイズ始め!ファイナルアンサー大復活SP                | 6.8%   | 約2年ぶりの特番。テレフォン、オーディエンス、50:50の他に新たなオプションが加わるとのうわさもあったが、ビートたけしがテレフォンのみ3回とするよう依頼するに留まった。またインターネットを通じてクイズに同時参加できる「プレイ・アロング・ゲーム」を実施。更に、問題出題やスタジオ、番組ロゴマークのレイアウトが青系に一新された。この回を最後に不定期特番は事実上終了した。 |

- 視聴率はいずれもビデオリサーチ調べ、関東地区。

## ルール
概要は以下のとおり。
- 解答者の中から「早押し並べ替えクイズ」で挑戦者を1人（1組）選ぶ。
- 挑戦者は司会者が出題するA～Dの4択方式による全15問のクイズを答えていく。
- 途中、1問でも間違えると、クイズはその時点で終了。それまでに獲得した賞金は、保証分を残し失われる[注釈 14]。
- 「ライフライン」という3種類の救済措置があり、各1回ずつ使用できる。1つの問題に対して複数のライフラインを使うことも可能。ライフラインの詳細は後述。
- 答えがわからない場合、もしくはこれ以上挑戦の必要がないと判断した場合、「ドロップアウト」を宣言することで挑戦終了となり、その時点での賞金を全額持ち帰ることができる。
- クイズ終了後、解答者は司会者から獲得賞金分の小切手[注釈 15]を受け取り、スタジオを退場する。

### 予選
- 出演者の募集は、番組内で告知される応募受付専用の電話窓口（24時間受付）と、番組の公式ウェブサイトで受け付けていた。
  - 電話窓口は自動音声ガイダンスになっていて、最初にみのもんたの音声で4択エントリークイズが1問出題される。ここでクイズを間違えてしまうと、不正解を告げるメッセージとともに電話が切られてしまう。クイズに正解すれば、住所・氏名・年齢・電話番号を音声で吹き込んで応募することができる。
  - ウェブサイトからの応募ではクイズに答える必要はないが「最高金額賞金（10,000,000円）の使い道」を記入する必要がある。この内容は選考に使われ、内容によっては予選落ちになってしまう場合もある。
- 応募後、抽選に当選すると、日本テレワークの番組スタッフより電話がかかり[注釈 16]、その場で2次予選が行われる。
  - 2次予選では、職業や過去の予選参加の有無など、簡単なプロフィールを聞かれたのち、一問一答[注釈 17]によるクイズが10問され、口頭で答える。予選を通過するには、一定以上の正解を答えなくてはならない。
  - 2次予選のクイズを始める際に、あらかじめ「誰かに答えを聞いたり、調べたりしている素振りがあった場合はその場で即失格となる」という注意を受ける。
  - 2次予選を通過すると、その場で合格または不合格が宣言され、合格だった場合は、選考会の案内を受けることができる一方、不合格だった場合は、今回の挑戦から半年間[注釈 18]過ぎないと予選には参加できないことを通告される。
- 選考会は、天王洲アイルのフジテレビ本社の別館内にある、日本テレワーク社内で行われる[注釈 19]。ここで4択クイズ100問の筆記試験、詳細なプロフィールの記入、面接を行う。この選考会を通過すれば、晴れて番組に出場することができる。
- 選考会の結果通知は「1-3か月」もしくは「半年以内」に行いますとアナウンスされる。
- 出場者の応募受付は、2006年7月以降、電話・ウェブサイトともに終了した。先述通り同年10月からは芸能人挑戦者のみ出演となり、視聴者参加の形式は取り止められた。この後、一般参加者の募集が行われたのは、翌2007年2月1日放送分の番組最後に行われた「第5回・借金返済大会」[注釈 20]の募集のみである。

### 早押し並べ替えクイズ
スタジオで行われる本選では、センターシート（解答席）の周囲に座っている挑戦者で、4つの選択肢を順番に並べ替えるクイズに挑戦する。このクイズは手元のボタンで解答し、全員が回答した後に、正解者全員の名前と解答タイムを発表する。このときに、正解者の中で一番早く解答した挑戦者がセンターシートでのクイズの挑戦権を獲得する。全員不正解の場合は、違う問題を出題して仕切り直す。ごく稀なケースとして正解者の中で二人以上が最短解答タイムを叩き出した場合は、その挑戦者達だけに違う問題を出してタイブレークを行う。本選に出場することができても、放映時間終了までにこのクイズを通過しなければ、最後までセンターシートに座ることはできない。

### クイズの詳細ルール
- クイズの解答を口頭で答えると、司会者に「ファイナルアンサー?」と返される。解答を確定させるには、これに対し「ファイナルアンサー」と宣言する必要がある[注釈 22]。比較的簡単な問題で正答を選択した場合はこのやり取りが省略され、解答をした時点で司会者から正解を告げられる事がある。
- ファイナルアンサーを宣言するまでは解答は何度でも言い直すことができるものの、それまでは後ろを振り返ることは禁止されている。
- クイズの解答に自信がある場合などは、「Bの○○でファイナルアンサー!」といったように、司会者の返しを待たずにいきなりファイナルアンサーを宣言することもできる。これは易しい問題でよく行われるが、一度ファイナルアンサーと宣言してしまうと誤った選択肢を選んだ場合であっても解答の変更は出来ない。
- クイズの解答での制限時間は2009年1月30日放送分の「金曜プレステージ・クイズ$ミリオネア最強頭脳が再集結!生であの人も参戦SP」までは一切なかったが、2009年9月15日放送分の「カスペ!・クイズ$ミリオネアクイズも政権交代!?新ルールにエリート集団が挑戦SP」からは、1問目から10問目までは1問あたり30秒間、11問目と12問目は1問あたり1分間、13問目から14問目は1問あたり2分間、15問目のみ3分間の制限時間が設けられ、解答者はこれらの制限時間内に答えなければならず、答えなかった場合失格になるということがあった[注釈 23]。このルールは2013年1月2日放送では廃止され、解答時間は無制限に戻された。

#### ライフライン
答えが分からない、もしくは自信がない場合などのために、ライフラインという3つの救済措置がある。使えるのは全問を通してそれぞれ1度に限られるが、1問中に複数のライフラインを使用することは可能である。
フィフティ・フィフティ（50：50）
- 4つの選択肢のうち、誤っているもの2つをコンピュータが選び、消去してくれる。名の通り五分五分となる。当然どの選択肢が消えるのかは分からない。

テレフォンとオーディエンスが観客や協力者の知識頼みなのに対し、迷った2つの選択肢のうちどちらかが消去され決め手になることや、どんなに4択で分からない問題でも確実に2択に絞り込めたりするなど、後半の難易度の高い問題では非常に重宝する。一方で使いどころによっては、迷った2つの選択肢のうち両方消去されたり、逆に2つとも残されることもあるなど、運要素も大きい。
テレフォン
- 解答者本人があらかじめ指名し、スタジオ外にスタンバイしている協力者4人（テレフォンブレーン　以下TB）に電話をかけ、30秒相談することができる。TBは資料などを使って解答を調べても構わない。ただし、問題の内容も解答者自身がすべて口頭で伝えなければならないため、解答者が焦って早口になってしまい問題の内容がなかなか伝わらなかったり、最終的に答えが出ないまま時間が足りなくなることがしばしばある。あるいはテレフォンで協力者から得られた解答を答えたところ不正解になることも当然あり、挑戦者が信用するか否かはオーディエンスと共通である。
- 前述の通り資料などを調べることは可能で、もちろんパソコンでウェブサイトを検索するのも認められているが、実際にパソコンが使用される例はあまりない。実際に検索しても、関係のない検索結果ばかり表示され、間に合わなかったといった例もある。
- なお、番組中では触れてはいないが、TB側の受話器にスピーカーなどを接続してTB側全員に聞こえるようにする行為（フッキング）は禁止されている。電話の声を直接聞けるのは、TBの4人のうちの1人のみである。
- 原則としてTBは、テレフォンが使用されないと画面に映ることはないが、テレフォン使用後は、問題の正否に一喜一憂したり、その後の問題を協力者の間で考え合うなどの様子が見られる。テレフォン使用の際にみのが、「ただいま、～さんが◯◯万円に挑戦しています」などと呼び掛けることから、TBにはテレフォン後には会場の様子が伝えられていると思われる。

オーディエンス
- その問題の答えをその場で観客全員に投票してもらい、棒グラフによる投票結果を見ることができる。当然、一番得票数の高い選択肢が必ず正解とは限らない。前半の比較的易しい問題では、正解の選択肢に圧倒的（80%以上）に票が集まり易い。
- 難問が多い後半では票が大きく割れることもあり、最多票を裏切ったり、最多票を答えて不正解退場になるケースも少なくない。また、前述のフィフティ・フィフティを先に使って答えを2択にした後にオーディエンスを使用するケースもあるが、消された2択のボタンを観客が押してしまい、「無効票」が発生したこともある。

#### ドロップアウト
出題された問題がどうしても分からない場合、答える前に「ドロップアウト」を宣言すると、その時点でクイズを終了（リタイア）することができる。この場合、獲得した賞金を全額持ち帰ることができる。たとえば、13問目（500万円）の問題でドロップアウトをした場合、直前に正解した12問目の賞金額（250万円）を獲得できる。
ドロップアウトは問題と選択肢を見てから宣言ができる。よって問題の後半でライフラインを使い切っている状態で難問が出され、勘に頼るしかない状況になったために誤答により賞金が減少するのを避けるために宣言する使われ方がほとんどである。また、ライフラインを使った問題でドロップアウトすることもできる。ドロップアウトが確定した後のお約束として、ドロップアウトせずにその問題に答えた場合の選択肢をみのが尋ねる。ドロップアウトしてよかったことがほとんどだが、実は正解していたというケースもある。
なおミリオネアの本家イギリスやアメリカ等の英語圏では、「ドロップアウト」ではなく、「ウォークアウェイ」（Walk Away：歩き去る）と称されている。

#### 「スーパー$ミリオネア」の変更点
- 問題数が15問から10問に短縮。
  - 最高賞金は第1回は2000万円だったが、第2回以降は1000万円に戻された。
- 5問目までは四択方式、6問目以降は二択方式。その為、ライフラインの「50:50」が6問目以降は強制的に使用出来なくなる。
- 「ドロップアウト」に関しては、8問目以降は問題が始まっている間の使用が禁じられる[注釈 25]。たとえば、8問目の賞金額[注釈 26]を獲得するには、9問目[注釈 27]の問題が始まる直前までにドロップアウトをしなければならない。
- 賞金システムは最初の5問に連続正解しても保証金が0円に変更されたため、誤答すると0円退場となる。

### 「みの溜め」などの演出
出題される問題が易しい序盤のうちは、どんなに解答者が迷ってもみのはすぐに正解の発表を行うが、後半の問題となり難しくなるにつれて正解の発表をあえて遅らせて解答者の動揺を誘う演出が行われる。これは通称「みの溜め」と呼ばれ、あとの問題になるほど溜める時間が長くなっていく。特に最終問題では流れ続けていたBGMが一旦止まり会場も静寂に包まれ、「みの溜め」の時間はより一層長くなる。例外として序盤でも5問目以下の不正解による「0円退場」を宣告する場合や、解答者が自信のない解答を行った場合にもこの「みの溜め」が多く用いられる。また、生放送で進行する場合は放送の特性上CMを挟む部分があり、溜めたままCMに移行し明けてから発表という形式もあり、溜める時間はこれより長くなるパターンがある（2分以上）。
他国版では何問目であろうと司会者が溜めることがない国も見られる。この演出については、「日経エンタテインメント!」（日経BP社）の2006年10月号でのみのの発言によると「間がないと1時間もたない為、あえて間を作ってみたところイギリスから指導に来ていたプロデューサー3人が気に入ってくれて、あの形となった」とのこと。また、2014年2月にイギリスで放送された本家版の最終回の中においても、司会者が正解発表を溜める例で世界的にも顕著なバージョンとして、日本版の映像が紹介された。前述のように、BGMが一旦止まって会場を静寂に包む演出についても、他国版にない日本独自のものである。
賞金250万円以降の問題では、ファイナルアンサーを宣言した直後にみのが「では、この○○○万円には戻れません[とはお別れです]」と言いながらドロップアウト分の小切手を破き棄てる演出もあり、「みの溜め」と共によく用いられた。

### その他
- センターシートの後ろには応援席があり、そこにクイズの成り行きを見守る応援者を原則1名会場に呼ぶことができる。
- 放送初期は放送終了時刻になっても解答者の挑戦が続いていた場合、そこで中断し次回に続きを放送していたが、中期以降は行わなくなり、最後まで放送できるように編集で調整されていた。挑戦者一人のために後に完全版を放送したこともあった。
- 放送中期以降は答えを間違えない限り、難易度の低い序盤の問題[注釈 33]はダイジェスト映像により大きく省略した形で放送されることが多かった。ダイジェストでなくとも、当番組の代名詞ともいえる、みのと挑戦者の[ファイナルアンサー]の掛け合いは省略されることも多い。
- 賞金限度額は私的独占の禁止及び公正取引の確保に関する法律（独占禁止法）第2条第7項（現第2条第9項）に基づく「オープン懸賞告示」と民放連の自主規制により一人につき200万円までと定めているが[注釈 34]、この番組では前述のライフライン「テレフォン」のためのTB4人をあわせ5人で賞金上限1,000万円としている。また1,000万円獲得しても税金を差し引かれるので1,000万円が振り込まれるわけではない[注釈 35][注釈 36]。
- 15問全てに正解すると、天井から銀色の紙吹雪が大量に降り（全世界共通）、賞金1000万円を獲得できる。獲得の瞬間、画面下に「○○○○（解答者名）（改行）MILLIONAIRE」のテロップが出る。ダブルスでミリオネアが誕生した際は、2名分の名前が表示された。

### マネーツリー
問題数と獲得賞金一覧。

#### クイズ$ミリオネア
| Q   | レギュラー   | 2001年 正月SP | 2002年 正月SP | 子供大会 2013年 大復活SP 小学生ルール | 2003年 小学生 大会 |
| --- | ------------ | ------------- | ------------- | ------------------------------------- | ------------------ |
| 15◆ | ￥10,000,000 | ￥20,000,000  | ￥30,000,000  | ￥1,000,000                           | ￥500,000          |
| 14◆ | ￥7,500,000  | ￥15,000,000  | ￥20,000,000  | ￥750,000                             | ¥400,000           |
| 13◆ | ￥5,000,000  | ￥10,000,000  | ￥10,000,000  | ￥500,000                             | ￥300,000          |
| 12◆ | ￥2,500,000  | ￥5,000,000   | ￥5,000,000   | ￥250,000                             | ￥200,000          |
| 11◆ | ￥1,500,000  | ￥2,000,000   | ￥2,500,000   | ￥150,000                             | ￥150,000          |
| 10◆ | ￥1,000,000  | ￥1,000,000   | ￥1,000,000   | ￥100,000                             | ￥100,000          |
| 09◆ | ￥750,000    | ￥750,000     | ￥750,000     | ￥75,000                              | ￥75,000           |
| 08◆ | ￥500,000    | ￥500,000     | ￥500,000     | ￥50,000                              | ￥50,000           |
| 07◆ | ￥250,000    | ￥250,000     | ￥250,000     | ￥25,000                              | ￥25,000           |
| 06◆ | ￥150,000    | ￥150,000     | ￥150,000     | ￥15,000                              | ￥15,000           |
| 05◆ | ￥100,000    | ￥100,000     | ￥100,000     | ￥10,000                              | ￥10,000           |
| 04◆ | ￥50,000     | ￥50,000      | ￥50,000      | ￥5,000                               | ￥5,000            |
| 03◆ | ￥30,000     | ￥30,000      | ￥30,000      | ￥3,000                               | ￥3,000            |
| 02◆ | ￥20,000     | ￥20,000      | ￥20,000      | ￥2,000                               | ￥2,000            |
| 01◆ | ￥10,000     | ￥10,000      | ￥10,000      | ￥1,000                               | ￥1,000            |

#### スーパー$ミリオネア
| Q   | 第1回 2007年12月23日 | 第2回 2008年3月27日 |
| --- | -------------------- | ------------------- |
| 10◆ | ￥20,000,000         | ￥10,000,000        |
| 09◆ | ￥15,000,000         | ￥7,500,000         |
| 08◆ | ￥10,000,000         | ￥5,000,000         |
| 07◆ | ￥5,000,000          | ￥2,500,000         |
| 06◆ | ￥2,500,000          | ￥1,500,000         |
| 05◆ | ￥1,000,000          | ￥1,000,000         |
| 04◆ | ￥500,000            | ￥500,000           |
| 03◆ | ￥250,000            | ￥250,000           |
| 02◆ | ￥100,000            | ￥100,000           |
| 01◆ | ￥10,000             | ￥10,000            |

## 記録
肩書きはいずれも当時。

### 1,000万円獲得者
特番で登場した人はレギュラー放送の出場者とは別モノの扱いとなっており、1,000万円獲得の人数もそれぞれ別々にカウントされている。

#### 一般挑戦者
| 放送日         | 代         | 氏名       | Q15でのライフライン | 備考 |
| -------------- | ---------- | ---------- | ------------------- | --- |
| 2000年7月27日  | 初代       | 國光恭幸   | 50:50→テレフォン    | 2000年末に『パネルクイズ アタック25』年間優勝アジア人としては世界初。                                                         |
| 2000年8月10日  | 2代目      | 永田喜彰   | Q14で終了           | 2者連続。『史上最大!第13回アメリカ横断ウルトラクイズ』準優勝、『FNS1億2,000万人のクイズ王決定戦!』2度優勝                     |
| 2000年11月2日  | 3代目      | 今尾奈緒子 | Q13で終了           | 1998年に『パネルクイズ アタック25』優勝（緑一面のパーフェクト達成）、女性初                                                   |
| 2001年2月15日  | 4代目      | 能勢一幸   | Q11で終了           | 『史上最大!第15回アメリカ横断ウルトラクイズ』優勝、21世紀初。賞金は父のクルーズ客船による世界一周旅行にプレゼント。           |
| 2001年12月13日 | 5代目      | 坂本ひとみ | Q11で終了           | レギュラー・スペシャル含め約10か月ぶり                                                                                        |
| 2002年6月27日  | リベンジSP | 菊池晃史   | Q13で終了           | 2度目の再チャレンジ |
| 2002年8月1日   | 6代目      | 江口みち子 | 50:50               | 50歳代初 |
| 2002年11月14日 | 7代目      | 長田直美   | Q13で終了           | この回の3人目の男性も、最終問題まで進んだが誤答した                                                                           |
| 2003年5月8日   | 8代目      | 三島祥子   | Q12で終了           | レギュラー・スペシャル含め約半年ぶり                                                                                          |
| 2005年4月28日  | 9代目      | 菊池友久   | Q14で終了           | レギュラーでは約2年ぶり。福岡県福岡市西区の姪浜住吉神社の宮司で、賞金は福岡県西方沖地震で倒壊した鳥居などの復興に用いられた。 |
| 2005年5月26日  | 10代目     | 濱田敏彦   | Q13で終了           | 60歳代初 |
| 2006年6月29日  | 11代目     | 野添潤子   | Q12で終了           | レギュラーでは約1年ぶり |
| 2006年7月27日  | 12代目     | 大井恵子   | Q14で終了           | レギュラー最後。 |

#### 子供大会
「夏休み恒例企画」として実施。本大会では原則として18歳未満は参加できないため、出場したいという小学生の視聴者のために用意された。2001年には中学生大会も行われていた。
| 放送日        | 代    | 氏名       |
| ------------- | ----- | ---------- |
| 2001年9月6日  | 初代  | 小林宏太郎 |
| 2001年9月6日  | 2代目 | 南川克博   |
| 2003年9月4日  | 3代目 | 棚橋紗夕   |
| 2003年9月4日  | 4代目 | 片岡菜摘   |
| 2004年8月26日 | 5代目 | 黄原暁     |

### 芸能人挑戦者
センターシートに着席した芸能人挑戦者を対象。最高記録のみ記載。カッコ内の数字は、センターシート着席挑戦回数。なお、エキシビションマッチが多数開催されるようになってから、100万円獲得者が増加した。問題難易度は一般と比較し簡単になっている。

#### 1,000万円(小学生は100万円)獲得者
※敬称略
| 放送日                            | 区分   | 氏名                | サポーター                                                                                 | TB                                          | Q15でのライフライン | 備考 |
| --------------------------------- | ------ | ------------------- | ------------------------------------------------------------------------------------------ | ------------------------------------------- | ------------------- | --- |
| 2000年11月23日 （&11月30日）      | SP     | 馳浩                | ?                                                                                          | 政策担当秘書ほか3名                         | Q13で終了           | 芸能人大会初・著名人としては世界初 |
| 2003年9月18日                     | RE     | 鈴木大地            | ?                                                                                          | ?                                           | Q13で終了           | 唯一の補欠ルーム通過者 |
| 2004年1月2日                      | EX     | 新庄剛志            | 坪井智哉                                                                                   | 岩本勉 山田勝彦 木元邦之 伊達昌司           | Q13で終了           | 鉛筆を2回転がして2回連続で出たCを選択し、それが的中するという奇跡が起きた |
| 2004年12月30日 （&2005年1月12日） | EX     | 堀江貴文            | 佐々木恭子                                                                                 | ライブドア社員4名                           | Q14で終了           | ※3賞金全額寄付 |
| 2004年12月30日 （&2005年1月12日） | EX     | 細木数子            | 西城秀樹                                                                                   | 事務所スタッフ                              | 50:50               | ※2、※3賞金全額寄付 |
| 2005年4月7日                      | EX     | 堺正章              | 小堺一機                                                                                   | はなわ、前田健、ビックスモールン            | Q13で終了           | 芸能人初 |
| 2005年4月7日                      | EX     | 田中康夫            | 菅原文太                                                                                   | 田中の両親他2名                             | テレフォン          | 参議院議員（1期） （放送当時）都道府県知事初 |
| 2005年7月21日                     | RE(SP) | 柏木由紀子 大島花子 | ?                                                                                          | ?                                           | Q12で終了           | 唯一の芸能人ダブルスミリオネア |
| 2006年1月2日 （&1月16日）         | EX     | 小泉孝太郎          | 武豊                                                                                       | 小泉純一郎の弟・正也、他3名                 | Q13で終了           | この回の4人目横峯さくら、5人目渡哲也、8人目北村晴男もミリオネア・リーチだった |
| 2006年3月23日 （&4月20日）        | EX     | 浅野ゆう子          | 森口博子 神田川俊郎                                                                        | 宇梶剛士、他3名                             | テレフォン →50:50   | ※2、女優初 この回の3人目津川雅彦もミリオネア・リーチだった |
| 2006年9月14日                     | EX(RE) | 為末大              | 乙武洋匡                                                                                   | 出版社の編集部                              | Q14で終了           | スポーツ選手では2年ぶり |
| 2006年10月5日                     | EX     | 坂東三津五郎        | 池上季実子 林家正蔵                                                                        | 長男・坂東巳之助他、弟子3名                 | Q14で終了           | 歌舞伎界初 |
| （2006年10月19日） &10月26日      | RE     | デヴィ夫人          | カルーセル麻紀                                                                             | 事務所スタッフ                              | テレフォン          | ※2、セレブ初。500万円の問題にて、問題文の意味を真逆に解釈する致命的なミスを犯したが、偶然にも推理の答えが正解と一致した                                                                                         |
| 2007年2月15日 （&2月22日）        | RE     | 紺野美沙子          | 大空眞弓                                                                                   | 事務所スタッフ                              | Q14で終了           | レギュラー放送最後。 この回の6人目長井秀和もミリオネア・リーチだった |
| 2007年7月5日                      | EX     | 谷原章介            | 小池栄子・矢沢心・三浦理恵子                                                               | 『山おんな壁おんな』ドラマスタッフ          | Q14で終了           | ※2、レギュラー放送終了後の特番初。 この回の6人目、浅野史郎もミリオネア・リーチだった |
| 2008年3月27日                     | SPM    | 富司純子            | 常盤貴子 山本耕史                                                                          | 『眉山』ドラマスタッフ                      | Q09で終了           | 「スーパー$ミリオネア」初の獲得者。 常盤貴子も1問限定でエキシビションマッチを行った。 |
| 2008年3月27日                     | SPM    | 徳光和夫            | 徳光正行 加藤晴彦                                                                          | 大月みやこ他、友人とスタッフ3名             | Q09で終了           | ※2、アナウンサー初 この回の3人目、元NHKアナ宮本隆治もミリオネア・リーチだった |
| 2009年1月30日                     | EX     | ビートたけし        | ガダルカナル・タカ つまみ枝豆 松尾伴内 水道橋博士 玉袋筋太郎 ゾマホン・ルフィン 田母神俊雄 | 北野大 竹内薫 吉村作治 渡辺真理             | Q14で終了           | 富司純子または徳光和夫以来10ヵ月ぶりの快挙。※2 この回は最後の挑戦者太田光が14問目まで正解し、1000万円挑戦まで行ったが、放送時間オーバーで時間切れ。                                                             |
| （2009年1月30日） &4月1日         | EX     | 太田光              | 田中裕二                                                                                   | 太田光代夫人 山中秀樹 角田龍平 吉田たかよし | Q13で終了           | 前回の続き。ビートたけし以来わずか2ヵ月ぶりの快挙。 この直後に相方の田中も最終問に挑戦した。 |
| 2013年1月2日                      | EX     | 芦田愛菜            | しずる 子役仲間                                                                            | 事務所役者4名                               | テレフォン          | 小学生ルールで、15問全問正解100万円獲得。 本人は最終問題で他の選択肢と思ったがテレフォン結果を尊重し15問正解。 出場者・15問正解者とも最年少記録を更新（8歳6ヵ月）。太田光以来（ミリオネア）3年9ヵ月ぶりの快挙。 |

- ※2 : 2度目の再度チャレンジで1,000万円獲得。
- ※3 : 賞金獲得後、すぐにテロップで「獲得賞金は全額寄付」の表示が出た。

#### 凡例
- RE…レギュラー・マッチ
- SP…スペシャル・マッチ
- EX…エキシビション・マッチ（早押し並べ替え免除）
- RE(SP)…レギュラー枠で放送されたスペシャル企画
- EX(RE)…エキシビション・マッチ（レギュラー枠で放送）
- SPM…スーパー$ミリオネア

## その他

### 使用機材について
番組内で使用されている、問題の進行や音響・照明を制御するコンピューターシステムは、番組フォーマット同様イギリスからライセンスされているものである。コンピューターシステムのトラブルで収録が中断されてしまうことがあり、番組内でも触れられていた。また、クレーンカメラは日本国内で1台しかないものであると説明している。

### 他番組・CMとのコラボレーション
『トリビアの泉 〜素晴らしきムダ知識〜』
番組の1コーナー「トリビアの種」にて、「クイズ$ミリオネアの問題で一番正解数が多いのはABCDどれ?」という投稿が寄せられ、スタッフが2004年5月13日時点で過去173回放送分、合計7388問の統計をとった結果、一番多いのはCで2282問（30.9％）、Ｂが2022問（27.4％）、Dが1780問（24.1％）、Aが1304問（17.6％）と続いた。その後番組ADが実際にクイズ$ミリオネアへ出向き、みのもんたを司会に「好きなレベルの問題を選び1問だけ挑戦」という特別ルールにて1000万円レベルの問題に挑戦。調査結果を元にCと即答するも結果は不正解だった。
『お義母さんといっしょ』
2003年1月7日放送の第1話において、ドラマに登場する家族が「クイズ$ミリオネア」に挑戦するという演出がなされた 。挑戦者は、荒巻たま代（水野美紀）。5問目、ライフラインのテレフォンを使用。TBは、荒巻よし江（水前寺清子）、荒巻良介（トータス松本）、荒巻俊介（海東健）、荒巻健介（小栗旬）が、左画面に映し出される。実質、荒巻よし江が30秒間、たま代をなじって終了し、みのもんたと荒巻たま代が、何も言えなくなるという演出だった。
映画『ブレイブ・ストーリー』CM
2006年6月15日 - 7月6日の間、「ミリオネア」番組内で、映画とのコラボレーションCMが放送された。映画の主人公であるワタル（声：松たか子）がセンターシートに座り、みのもんたの出す問題に答えるという演出であった。
『SMAP×SMAP』
2009年4月20日放送において、みのを司会に招いた「スマドッグ$ミリオネア」（映画『スラムドッグ$ミリオネア』のPR企画）を放送。SMAPの木村拓哉が、同番組コント「ホストマンブルース」の役で、解答者となった。放送ではいきなり750万円の問題（14問目）からスタートした。最終の1000万円問題はオリンピックのマークに関する問題で、木村は50：50を使用して正解した。

### 訴訟
問題の不備が訴訟に発展したことがある。2002年2月21日の第3ピリオド。
| Q14 TRIAL¥7,500,000                                 |               |
| 調味料「マヨネーズ」の名前の語源となったものはどれ? |               |
| • A: 海の名前                                       | • B: 町の名前 |
| • C: 人の名前                                       | • D: 山の名前 |
| （オーディエンス使用）A:13% B:35% C:46% D:6%        |               |

挑戦者の男性はCの「人の名前」（オーディエンスで最多票）を選択して不正解となり、そのときのインタビューで「オーディエンスを信じた私が馬鹿でした」という発言をしたが、その後調べたところ、マヨネーズの語源は「町の名前」のほかに「人の名前」も有力な説のひとつで間違いとはいえないと主張。同年9月17日、「答えが間違っていないのに不正解とされ、750万円の賞金が100万円しかもらえなかった」として、フジテレビに残りの賞金650万円を求める訴え（提訴）を静岡地裁沼津支部に起こした。
2003年10月7日、静岡地裁沼津支部（新阜創太郎裁判官）は34文献のうち33文献が町の名前を挙げていたことを認定し、「クイズの正解の設定権はテレビ局側にある」として、原告（挑戦者の男性）の請求を棄却する判決（敗訴）を言い渡した。

### 番組内で使用されているフォント
番組内で問題文・選択肢に使用しているフォントは、番組開始当初はダイナコムウェアの「DFP綜藝体W7」を使用していたが、後にニィスの「ウインクスL7+JTCウインS7」に変更された。ただし、司会者名の「みのもんた」やセンターシートに着席した挑戦者の名前などは「DFP綜藝体W7」が使用されている。
なお、挑戦者および司会者のモニターデザインの変更がされた際に、モニター上はゴシック体に変更されている。

## この番組がもとになった番組
- ウンナン極限ネタバトル! ザ・イロモネア（TBS）
開始当初のコンセプトは「『クイズ$ミリオネア』の大喜利版」としていた。
- クイズ?ナゾオネア（佐藤健&千鳥ノブよ!この謎を解いてみろ!・TBS）
謎解きクイズ特番。2022年1月17日放送の第3回ではこの「クイズ$ミリオネア」のパロディが行われた（みのの代わりは松尾駿が担当）
- クイズ$ファミオネア（ゲームセンターCX・フジテレビONE）
ゲーム番組。よゐこの有野晋哉がMCを務めるゲーム番組のパロディが使われている。
- クイズ50:50（BSフジ）
「ミリオネア」のスピンオフ企画として、2008年5月7日の『TV☆Lab』で放送された。司会は伊藤利尋アナウンサー。こちらも海外のフォーマットによる番組で、2010年までに8ヶ国で制作されている。→en:Fifty Fifty (game show)
- ザ・クイズショウ（日本テレビ）
テレビドラマ。
- クイズ$マジオネア
「ミリオネア」のパロディ企画として、2000年から2004年まで『めちゃイケ』で行われたコーナー。
- クイズ$シュリオネア
「ミリオネア」のパロディ企画として『水10!・ワンナイR&R』で行われたコーナー。みのもゲストで登場したことがある。
- クイズワダオネア
「ミリオネア」のパロディとして、2000年から2019年までニッポン放送『アッコのいいかげんに1000回』で行われたコーナー。
- クイズ!ビリビリオネア（ラヴィット!・TBS）
朝の生放送番組のオープニングにて、不定期で実施されるパロディ企画（2025年4月29日、他）。

## スタッフ

### レギュラー版
- 企画：高橋松徳・中村百合子・熊谷剛（全員フジテレビ）
- 構成：伊藤正宏、川野孝弘、たむらようこ
- クイズ監修：道蔦岳史
- 問題作成：内海邦一、小松崎ひとみ、大賀広道、龍田力、Q21
- コンピューターシステム：福島健司、新屋正樹
- CG：大村卓（フジテレビ）、田渕司（デジデリック）
- 技術：八峯テレビ
- TD（テクニカルディレクター）：竹内弘佳
- カメラ：古俣智則
- VE（ビデオエンジニア）：松沢勝己、向山武志
- 音声：藤田勝巳
- 照明：安藤雄郎（FLT）
- クレーン：K&L（番組初期はスーパーテクノクレーンと表示）
- 音響効果：大久保吉久
- 編集：吉野洋一
- ライン編集：木村健児・可児国博・石田香織・石川舞（石川→以前はライン編集►編集）
- ビジュアルクリエイター：薗部健（TDKコア）
- 整音：高橋友樹
- 美術：フジアール
  - プロデューサー：杉川廣明
  - デザイン：石森慎司
  - 進行：堀部信行
- 大道具：高橋博之
- 特殊効果：福田隆正
- アートフレーム：相田和彦
- プロジェクター：佐藤隆広（MCJ→マルチバックス）
- アクリル装飾：鳥居大吾
- メイク：高梨由美子
- スタイリスト：御法川靖子
- TK（タイムキーパー）：水野久美
- 広報：正岡高子（フジテレビ）
- 協力：ベルシステム24、iiyama／Format created by Celodor Productions Ltd.Coord by ECM Productions Ltd.
- デスク：武内知子、石川未夏、兀下優子（兀下→以前はディレクター）（SP放送のみ）
- AD（アシスタントディレクター）：長谷川樹郎、水谷まなみ、河上良介、林さやか、岡崎大輔、水梨広崇（SP放送のみ）
- AP（アシスタントプロデューサー）：宇和川隆（SP放送のみ）
- ディレクター：長沼昭悟（ベイビーディレクターズ）、若菜洋、馬場一彦、大谷卓、石川のりひさ、宮里直政（宮里→以前はAD）、指田博俊、亀田剛
- CGディレクター：冨士川祐輔（フジテレビ）
- 演出：田中経一
- プロデューサー：松尾利彦・麻生華子
- 制作協力：日本テレワーク
- 制作著作：フジテレビ

### スペシャル放送（2013年1月2日放送分）
- ナレーター：木村匡也（2代目、2000年8月17日 - 現在）
- 企画：加藤達也（フジテレビ）
- 構成：川野孝弘、北本かつら
- クイズ監修：道蔦岳史
- 問題作成：内海邦一、龍田力、青井曽良、Q21
- コンピューターシステム：福島健司、新屋正樹
- CG：大村卓（フジテレビ）、田渕司（デジデリック）
- TD（テクニカルディレクター）：竹内弘佳
- カメラ：小俣智則
- VE（ビデオエンジニア）：富澤貴啓
- 音声：藤田勝己
- 照明：安藤雄郎（FLT）
- 編集：石川舞、門馬卓哉
- 音響効果：大久保吉久
- ライン編集：奥山雄高、荘野佑介
- ビジュアルクリエーター：薗部健（RAFT、以前はTDKコア → クリエイティヴ・コア）
- 整音：高橋友樹
- 美術：フジアール
  - プロデューサー：杉川智明
  - デザイン：野口陽介
  - 進行：古賀飛、渡辺哲也
- 大道具：卜部徹夫
- 電飾：福田隆正
- アートフレーム：永濱大作
- プロジェクター：野崎裕康（マルチバックス）
- アクリル装飾：国母淳一
- メイク：今津悠子（みのもんた担当）
- TK（タイムキーパー）：水野久美
- 広報：片山正康（フジテレビ）
- AD（アシスタントディレクター）：中平達将、川崎隆博
- キャスティング：朝倉千代子、柳橋弘紀、市島晃生
- ディレクター：長沼昭悟（ベイビーディレクターズ）、若菜洋、馬場一彦、大谷卓、石川のりひさ、永松近也、太田実、水谷まなみ、溝田和史、齋藤秀樹、亀田剛
- CGディレクター：冨士川祐輔（フジテレビ）
- 演出：田中経一
- プロデューサー：松尾利彦・麻生華子（Windie）、花苑博康（NEXTEP）
- 資料提供：アフロ、ゲッティ、映画演劇文化協会、マルベル堂
- 協力：Format created by 2waytraffic Production Ltd.
- 技術協力：八峯テレビ、AZABU PLAZA、RAFT
- 制作協力：NEXTEP、Windie
- 制作著作：フジテレビ

### 過去のスタッフ
- ナレーター：武居“M”征吾（初代、2000年4月20日 - 8月10日）、キートン山田（『まるまるちびまる子ちゃん』関係者が出演した時のみ）
- 企画：清水賢治・鈴木吉弘（全員フジテレビ）
- 構成：小川浩之
- 問題作成：亀田万寿夫、石川賢、穂坂友宏、太田マサトシ
- クイズ監修：宮沢律久（道蔦岳史の別名　2001年9月まで）
- カメラ：加瀬俊弘
- 音声：佐藤浩一
- 照明：今戸利彦（FLT）
- 編集：山本正明・桜井崇・浅沼美奈子・河村信二・磯部由美子・大森寛之（バスク）
- ライン編集：小森佑輔
- 整音：福田忠光・渡辺究（TDKコア）
- 美術：
  - 進行：山根安雄
  - 大道具：坂井亜生、高橋隆幸
  - 特殊装置：鈴木洋
  - 特殊効果：古谷祐一
  - アートフレーム：永濱大作、上山馨
  - アクリル装飾：岡村正樹、國母淳一、古川由美子
- 広報：小渕清・植村綾・片山正康（全員フジテレビ）
- ディレクター：天野晃宏、朝川昭史、羽佛宏文、伊勢徹、武島義之、小田切大輔、大橋晴夫、内田拓志、山木厚、藤井恭央、山本健輔
- AD（アシスタントディレクター）：佐々木紀子、萩森豪、加藤学、加藤千春、山下歩、中里江利、羽鳥利也、福地剛、平林淳、熊谷忍、小野勇樹、高橋尚輝、若林優希（SP放送のみ）、中平達将、岸夏未

## 関連商品
- ボードゲーム「クイズ$ミリオネア」（トミー、2001年9月27日発売）
- エレクトロニクスゲーム「クイズ$ミリオネア」（トミー、2001年11月29日発売）
- プレイステーション用ゲーム「クイズ$ミリオネア」[9]（アイドス、2001年12月20日発売）
- パソコン(Windows)用ゲーム「クイズ$ミリオネア」（アイドス、2001年12月20日発売）
- プレイステーション用ゲーム「クイズ$ミリオネア わくわくパーティー」（アイドス、2002年11月28日発売）
- パソコン(Windows)用ゲーム「クイズ$ミリオネア わくわくパーティー」（アイドス、2002年12月12日発売）
- 書籍「完全攻略! クイズ$ミリオネア」（扶桑社、2002年03月発売、ISBN 4594034381）
- プラスe用ゲーム「クイズ$ミリオネア」（アイドス・フジテレビジョン、2003年配信）

## ネット局
| 放送対象地域  | 放送局                  | 系列                                         | 放送日時           | 遅れ       |
| ------------- | ----------------------- | -------------------------------------------- | ------------------ | ---------- |
| 関東広域圏    | フジテレビ(CX)          | フジテレビ系列                               | 木曜 19:00 - 19:57 | 制作局     |
| 北海道        | 北海道文化放送(uhb)     | フジテレビ系列                               | 木曜 19:00 - 19:57 | 同時ネット |
| 岩手県        | 岩手めんこいテレビ(mit) | フジテレビ系列                               | 木曜 19:00 - 19:57 | 同時ネット |
| 宮城県        | 仙台放送(OX)            | フジテレビ系列                               | 木曜 19:00 - 19:57 | 同時ネット |
| 秋田県        | 秋田テレビ(AKT)         | フジテレビ系列                               | 木曜 19:00 - 19:57 | 同時ネット |
| 山形県        | さくらんぼテレビ(SAY)   | フジテレビ系列                               | 木曜 19:00 - 19:57 | 同時ネット |
| 福島県        | 福島テレビ(FTV)         | フジテレビ系列                               | 木曜 19:00 - 19:57 | 同時ネット |
| 新潟県        | 新潟総合テレビ(NST)     | フジテレビ系列                               | 木曜 19:00 - 19:57 | 同時ネット |
| 長野県        | 長野放送(NBS)           | フジテレビ系列                               | 木曜 19:00 - 19:57 | 同時ネット |
| 静岡県        | テレビ静岡(SUT)         | フジテレビ系列                               | 木曜 19:00 - 19:57 | 同時ネット |
| 富山県        | 富山テレビ(BBT)         | フジテレビ系列                               | 木曜 19:00 - 19:57 | 同時ネット |
| 石川県        | 石川テレビ(ITC)         | フジテレビ系列                               | 木曜 19:00 - 19:57 | 同時ネット |
| 福井県        | 福井テレビ(FTB)         | フジテレビ系列                               | 木曜 19:00 - 19:57 | 同時ネット |
| 中京広域圏    | 東海テレビ(THK)         | フジテレビ系列                               | 木曜 19:00 - 19:57 | 同時ネット |
| 近畿広域圏    | 関西テレビ(KTV)         | フジテレビ系列                               | 木曜 19:00 - 19:57 | 同時ネット |
| 鳥取県 島根県 | 山陰中央テレビ(TSK)     | フジテレビ系列                               | 木曜 19:00 - 19:57 | 同時ネット |
| 岡山県 香川県 | 岡山放送(OHK)           | フジテレビ系列                               | 木曜 19:00 - 19:57 | 同時ネット |
| 広島県        | テレビ新広島(tss)       | フジテレビ系列                               | 木曜 19:00 - 19:57 | 同時ネット |
| 愛媛県        | テレビ愛媛(EBC)         | フジテレビ系列                               | 木曜 19:00 - 19:57 | 同時ネット |
| 高知県        | 高知さんさんテレビ(KSS) | フジテレビ系列                               | 木曜 19:00 - 19:57 | 同時ネット |
| 福岡県        | テレビ西日本(TNC)       | フジテレビ系列                               | 木曜 19:00 - 19:57 | 同時ネット |
| 佐賀県        | サガテレビ(STS)         | フジテレビ系列                               | 木曜 19:00 - 19:57 | 同時ネット |
| 長崎県        | テレビ長崎(KTN)         | フジテレビ系列                               | 木曜 19:00 - 19:57 | 同時ネット |
| 熊本県        | テレビくまもと(TKU)     | フジテレビ系列                               | 木曜 19:00 - 19:57 | 同時ネット |
| 大分県        | テレビ大分(TOS)         | 日本テレビ系列 フジテレビ系列                | 木曜 19:00 - 19:57 | 同時ネット |
| 宮崎県        | テレビ宮崎(UMK)         | フジテレビ系列 日本テレビ系列 テレビ朝日系列 | 木曜 19:00 - 19:57 | 同時ネット |
| 鹿児島県      | 鹿児島テレビ(KTS)       | フジテレビ系列                               | 木曜 19:00 - 19:57 | 同時ネット |
| 沖縄県        | 沖縄テレビ(OTV)         | フジテレビ系列                               | 木曜 19:00 - 19:57 | 同時ネット |
| 山口県        | テレビ山口(tys)         | TBS系列                                      | 日曜 15:53 - 16:52 | 遅れネット |